# COVID-19-Pandemie in Libyen
Die COVID-19-Pandemie in Libyen tritt als regionales Teilgeschehen des weltweiten Ausbruchs der Atemwegserkrankung COVID-19 auf und beruht auf Infektionen mit dem Ende 2019 neu aufgetretenen Virus SARS-CoV-2 aus der Familie der Coronaviren. Die COVID-19-Pandemie breitet sich seit Dezember 2019 von China ausgehend aus. Ab dem 11. März 2020 stufte die Weltgesundheitsorganisation (WHO) das Ausbruchsgeschehen des neuartigen Coronavirus als Pandemie ein.

## Lage
Das historisch unzureichende Gesundheitssystem von Libyen hat sich laut WHO bereits im Jahr 2017 durch den Bürgerkrieg in Libyen seit 2014 weiterhin verschlechtert. Den Gesundheitsbereichen in Libyen stehen lediglich limitierte Finanzmittel zur Verfügung, es gibt nicht ausreichend Personal, die Notfallmedizin für Zivilisten wird minimiert und für militärische Zwecke eingesetzt. Ferner fehlt es auch der medizinischen Basisversorgung. Zahlreiche Krankenhäuser wurden geschlossen und die geöffneten Häuser mussten ihre Kapazität einschränken.
Zusätzlich erschwert die Pandemie die diplomatische Lösung des Bürgerkriegs, weil keine vertrauliche Gespräche und Treffen, informelle Runden hinter den Kulissen und Krisengipfel von Diplomaten stattfinden können. Es sind lediglich Telefonate und Videokonferenzen möglich, die keine Treffen und Verhandlungen ersetzen können.

## Verlauf & Maßnahmen
Der erste Fall einer Infektion mit dem neuartigen Coronavirus in Libyen wurde am 24. März bekannt. Bis zum 15. Mai 2020 wurden in Libyen, in einem Land, in dem ein Bürgerkrieg herrscht, insgesamt 64 an SARS-CoV-2 erkrankte und 3 gestorbene Personen gezählt.
Noch vor der ersten Meldung einer SARS-CoV-2-Infektion hatte die libysche Regierung die Schließung aller Grenzübergänge wie auch See- und Flughäfen ab dem 16. März 2020 beschlossen. Die Einreise nach Libyen ist nur noch für die eigenen Staatsangehörigen möglich. Am 20. März geriet die Bevölkerung in der Landeshauptstadt Tripolis in Unruhe als der erste Verdacht auf einen SARS-CoV-2-Infekt verbreitet wurde und es kam zu Hamsterkäufen. Die Regierung verbot daraufhin Menschenansammlung und ordnete die nächtliche Schließung von Restaurants und Bars an.
Nach dem Auftreten des ersten COVID-19-Falls am 24. März 2020 verhängte die international anerkannte und die Gegenregierung in Libyen Ausgangssperren.
Das National Centre for Disease Control in Libyen, das in beiden Regierungsgebieten arbeiten kann, gab am 20. März bekannt, dass 8 Menschen an COVID-19 erkrankt seien. Daraufhin verkündete die Regierung Libyens, dass sie mehr als 450 Häftlinge aus der Haft entlassen haben, damit sich diese nicht infizieren. Obwohl erkannt wurde, dass sich die Infektionsgefahr verstärkte, wurden die Kämpfe zwischen den Parteien jedoch nicht eingestellt.
Malta startete nach Mitte April 2020 eine Initiative, die zum Ziel hatte, Libyen wegen der COVID-19-Pandemie mehr humanitäre Hilfe zukommen zu lassen. In diesem Zusammenhang und vor einem Treffen der EU-Außenminister plädierte Bundesaußenminister Heiko Maas an die libyschen Konfliktparteien, die Kämpfe sofort einzustellen.
Mitte Mai 2020 gaben die Vereinten Nationen bekannt, dass sie dramatische Auswirkungen der Pandemie befürchten, denn wegen des bewaffneten Konflikts in dem Land sei das Virus Covid-19 eine große Bedrohung für Gesundheit und Sicherheit. In den vergangenen Jahren seien 400.000 Libyer aus ihren Häusern vertrieben worden, als die Hauptstadt Tripolis heftig angegriffen wurde. Mindestens 15 Angriffe auf Kliniken und Gesundheitseinrichtungen seien erfolgt, wobei Mitarbeiter verletzt und die Menschenrechte verletzt worden seien. Rufe nach einer humanitären Waffenruhe seien verhallt und die Kämpfe dauern weiter an und behindern die humanitäre Güterlieferung.
Seit dem Beginn des Jahres 2020 waren bis April mehr als 3200 Personen im Mittelmeer aufgegriffen und zurückgebracht worden. Zahlreiche von ihnen kamen in die elf vorhandenen offiziellen Lager, aber auch einige von den Geflohenen kamen in inoffizielle Lager, in die die humanitären Helfer keinen Zugang haben.
Anfang August 2021 vermeldete die Krankenhausleitung von Adiri, dass die Pandemie in der Oase Adiri und in der gesamten Provinz Wadi asch-Schati’ krisenhafte Ausmaße angenommen habe und dass das Krankenhaus im Chaos versinke. Die Ärzte forderten die zuständigen Behörden auf, dringend Sauerstoff bereitzustellen und schnellstmöglich ein Isolationszentrum zu errichten, um die Versorgung der Covid-19-Patienten sicherzustellen.

## Statistik
Die Fallzahlen entwickelten sich während der COVID-19-Pandemie in Libyen wie folgt:

### Infektionen

Bestätigte Infizierte in Libyen nach Daten der WHO. Oben kumuliert, unten Tageswerte

### Todesfälle

Bestätigte Todesfälle in Libyen nach Daten der WHO. Oben kumuliert, unten Tageswerte